# Пророк. Історія Олександра Пушкіна
«Пророк. Історія Олександра Пушкіна» (рос. Пророк. История Александра Пушкина) — російський біографічний музичний драматичний фільм режисера Фелікса Умарова та сценаристів Василя Зоркого й Андрія Курганова, що розповідає про життя російського поета Олександра Сергійовича Пушкіна. Поета в картині зіграв Юрій Борисов; також у проєкті знімалися Альона Долголенко, Роман Васильєв, Ілля Виногорський, Анна Чіповська, Флоріан Десб'єндра, Ілля Любимов, Євген Шварц, Сергій Гілєв і Кай Гетц. Саундтрек до фільму написала група The Hatters.
Прем'єра фільму в Росії відбулася 14 лютого 2025 року.

## Сюжет
Олександр Пушкін — молодий, амбітний поет, улюбленець публіки. Попри прихильність високопоставлених покровителів, відданих друзів і славу, його життя супроводжують труднощі: заслання, дуелі, матеріальні нестатки. Все змінюється, коли він зустрічає жінку, яка стає важливою у його житті й впливає на його подальшу долю, відкриваючи нові аспекти особистості та таланту поета.

## Акторський склад
- Юрій Борисов — Олександр Пушкін
  - Кай Гетц — Пушкін-ліцеїст
- Альона Долголенко — Наталія Гончарова
- Роман Васильєв — Костянтин Данзас
  - Влад Фельдман — Данзас-ліцеїст
- Ілля Виногорський — Іван Пущин
  - Єгор Мокренко — Пущин-ліцеїст
- Анна Чіповська — графиня Єлизавета Воронцова
- Євген Коряковський — граф Михайло Воронцов
- Флоріан Десб'єндра — Жорж Шарль Дантес
- Ілля Любимов — Василь Жуковський
- Євген Шварц — Микола I
- Сергій Гілєв — Олександр Бенкендорф
- Світлана Ходченкова — княгиня Авдотья Голіцина
- Іван Злобін — Михайло Лермонтов
- Андрій Ургант — Олександр Смирдін
- Поліна Кутєпова — ворожка Кірхгоф
- Горпина Стеклова — Наталія Гончарова, мати Наталії Гончарової
- Дмитро Поднозов — Гаврило Державін
- Микита Крахмальов — Кіндрат Рилєєв

## Виробництво
Зйомки фільму розпочалися наприкінці серпня 2023 року в Павловську. З 2 по 5 вересня відбулося кілька знімальних змін на першому натурному майданчику кіностудії «Мосфільм». Наприкінці грудня проєкт був затверджений для отримання підтримки «Фонду кіно». Зйомки також проходили в Юсуповському, Мармуровому і Строгановському палацах Санкт-Петербурга, музеї-квартирі Пушкіна та інших локаціях, пов'язаних з життям поета, і завершилися в лютому 2024 року. За словами творців, в деякі локації кінематографісти були допущені вперше.

## Просування та вихід
Перший тизер проєкту вийшов 11 березня 2024 року. У ньому Юрій Борисов, який зіграв Пушкіна, прочитав вірш «Пам'ятник». Раніше цей тизер демонструвався в кінотеатрах перед сеансами фільмів «Холоп 2» і «Бременські музиканти».
Фільм вийшов в російський прокат 14 лютого 2025 року.

## Сприйняття
Загалом рецензенти оцінюють фільм негативно, критикуючи спрощений образ Пушкіна та невдалу реалізацію ідеї авторів. Юлія Шагельман з видання «Коммерсантъ» вважає, що образ поета у фільмі виявився спрощеним і втратив свою справжню глибину«Коммерсантъ».
За даними книжкової мережі «Читай-город», після виходу фільму відбувся сплеск інтересу до біографії поета, збільшивши продажі в 5 разів. Найбільші російські видавництва також відзначили зростання продажів художніх творів Пушкіна.

## Нагороди
| Рік  | Назва                                              | Нагорода                                                                        | Номінант         | Результат |
| ---- | -------------------------------------------------- | ------------------------------------------------------------------------------- | ---------------- | --------- |
| 2025 | XXXI Міжнародний кінофестиваль «Література і кіно» | Приз за кращу чоловічу роль                                                     | Євген Шварц      | Перемога  |
| 2025 | XXXI Міжнародний кінофестиваль «Література і кіно» | Приз імені Андрія Москвіна за кращу операторську роботу                         | Михайло Хасая    | Перемога  |
| 2025 | XXXI Міжнародний кінофестиваль «Література і кіно» | Спеціальний диплом журі «За найкращу оригінальну пісню, що об'єднала покоління» | гурт The Hatters | Перемога  |